# Eusauropoda
Clade
Clades de rang inférieur
- - † Abrosaurus
  - † Algoasaurus
  - † Amygdalodon
  - † Asiatosaurus
  - † Atlasaurus
  - † Chebsaurus
  - † Chuanjiesaurus
  - † Ferganasaurus
  - † Jobaria
  - † Liubangosaurus
  - † Nebulasaurus
  - † Pukyongosaurus
  - † Qinlingosaurus
  - † Rhoetosaurus
  - † Shunosaurus
  - † Xianshanosaurus
- † Cetiosauridae
- † Mamenchisauridae
- † Turiasauria
- † Neosauropoda[1]

Eusauropoda (signifiant « vrai sauropode ») est un clade éteint de dinosaures sauropodes rassemblant tous les sauropodes plus proches des titanosaures comme Saltasaurus que des sauropodes primitifs comme Vulcanodon. Il a été nommé par Paul Upchurch en 1995.